# Böbikon
Böbikon est une ancienne commune et une localité de la commune de Zurzach, située dans le district argovien de Zurzach, en Suisse.
La commune a fusionné, le 1er janvier 2022, avec les communes de Baldingen, Kaiserstuhl, Rekingen, Rietheim, Rümikon, Wislikofen et Bad Zurzach pour former la commune de Zurzach.

Photo aérienne prise à 2000 m par Walter Mittelholzer (1923).